# Ville-Issey
Ville-Issey est une commune associée du département de la Meuse en région Grand Est. Elle fait partie de la commune d'Euville depuis 1973.

## Géographie
Le village est situé sur la rive gauche de la Meuse, à 4 kil. au S.-E. de Commercy ; est formé de deux hameaux, l’un du nom de Ville, l’autre de celui d’Issey.

## Toponymie
Le nom de la localité est attesté sous les formes Ville-Issay (1509) ; Ville-Issey (1700) ; Ville-Issei, Villa-Issiaca (1707) ; Issiacum (1711) ; Villa-Issiaca-ad-Mosam (1756).

## Histoire
Avant 1790, Ville-Issey faisait partie du Barrois mouvant. Cette localité est originellement formée de deux hameaux : l'un du nom de Ville, l'autre de celui d'Issey.
Le 1er janvier 1973, la commune de Ville-Issey est rattachée à celle d'Euville sous le régime de la fusion-association.
Il a été rapporté qu'à Ville-Issey, il y aurait eu une chapelle templière antérieure à la fondation du village, et à l'emplacement de laquelle on édifiera l'église paroissiale.

### Édifices civils

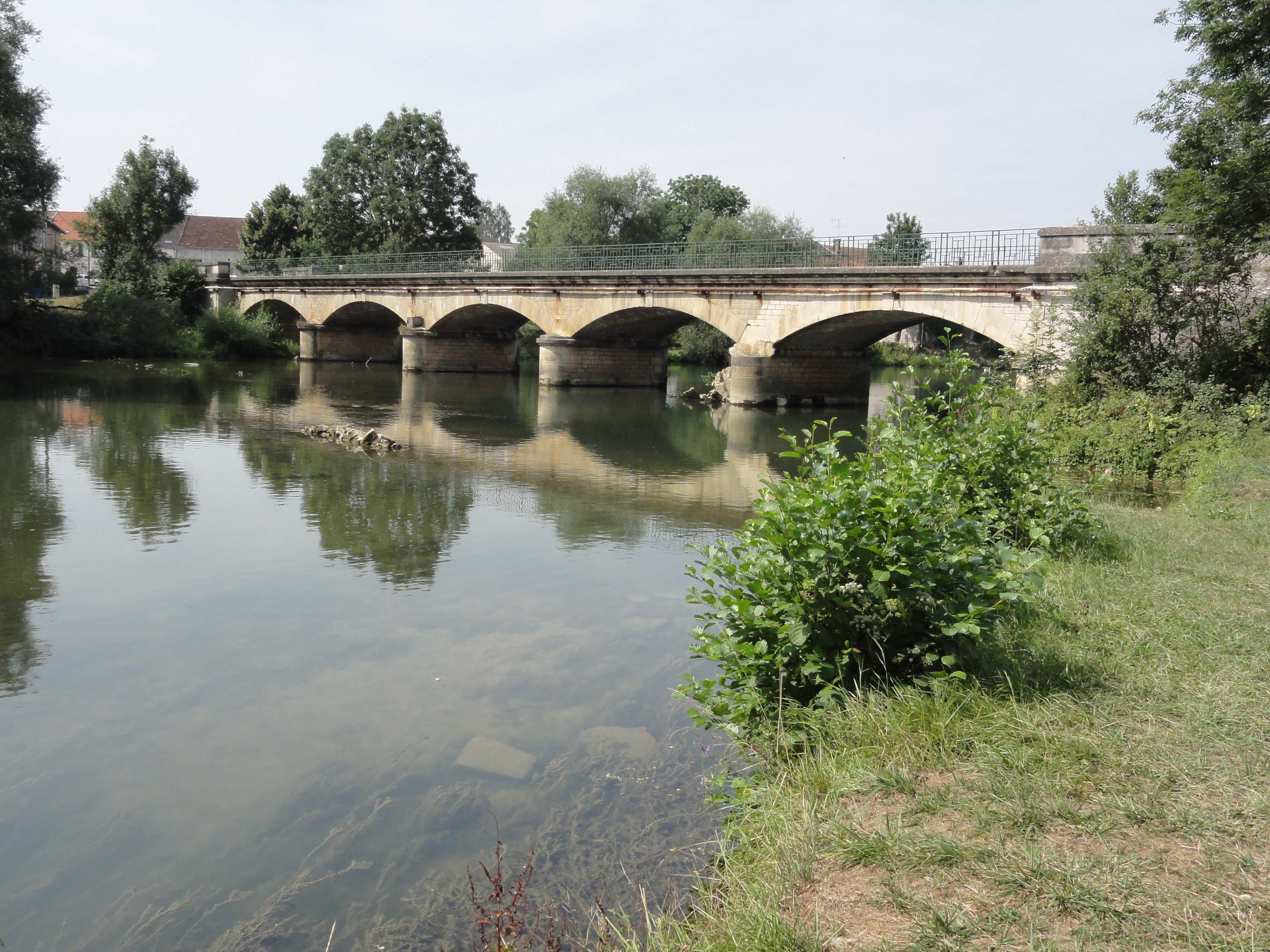
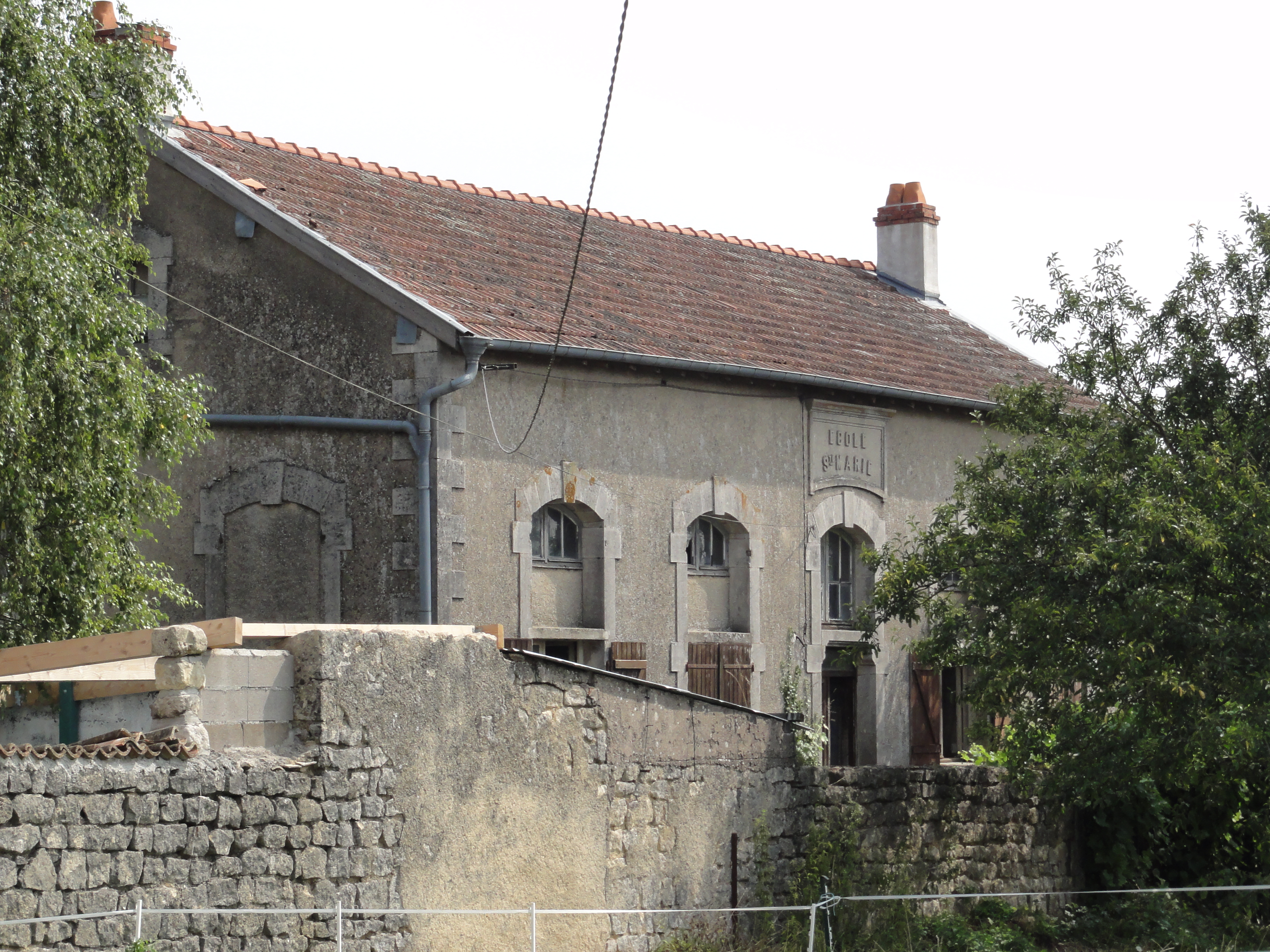

## Politique et administration
| Période                                  | Période | Identité  | Étiquette | Qualité |
| ---------------------------------------- | ------- | --------- | --------- | ------- |
|                                          |         | Joël HERY |           |         |
| Les données manquantes sont à compléter. |         |           |           |         |

## Démographie
| 1806 | 1821 | 1831 | 1836 | 1841 | 1846 | 1851 | 1856 | 1861 |
| ---- | ---- | ---- | ---- | ---- | ---- | ---- | ---- | ---- |
| 588  | 544  | 538  | 521  | 479  | 480  | 556  | 439  | 441  |

| 1866 | 1872 | 1876 | 1881 | 1886 | 1891 | 1896 | 1901 | 1906 |
| ---- | ---- | ---- | ---- | ---- | ---- | ---- | ---- | ---- |
| 448  | 402  | 401  | 368  | 359  | 360  | 346  | 331  | 318  |

| 1911 | 1921 | 1926 | 1931 | 1936 | 1946 | 1954 | 1962 | 1968 |
| ---- | ---- | ---- | ---- | ---- | ---- | ---- | ---- | ---- |
| 278  | 279  | 269  | 263  | 244  | 240  | 257  | 266  | 234  |

## Lieux et monuments

### Édifices religieux

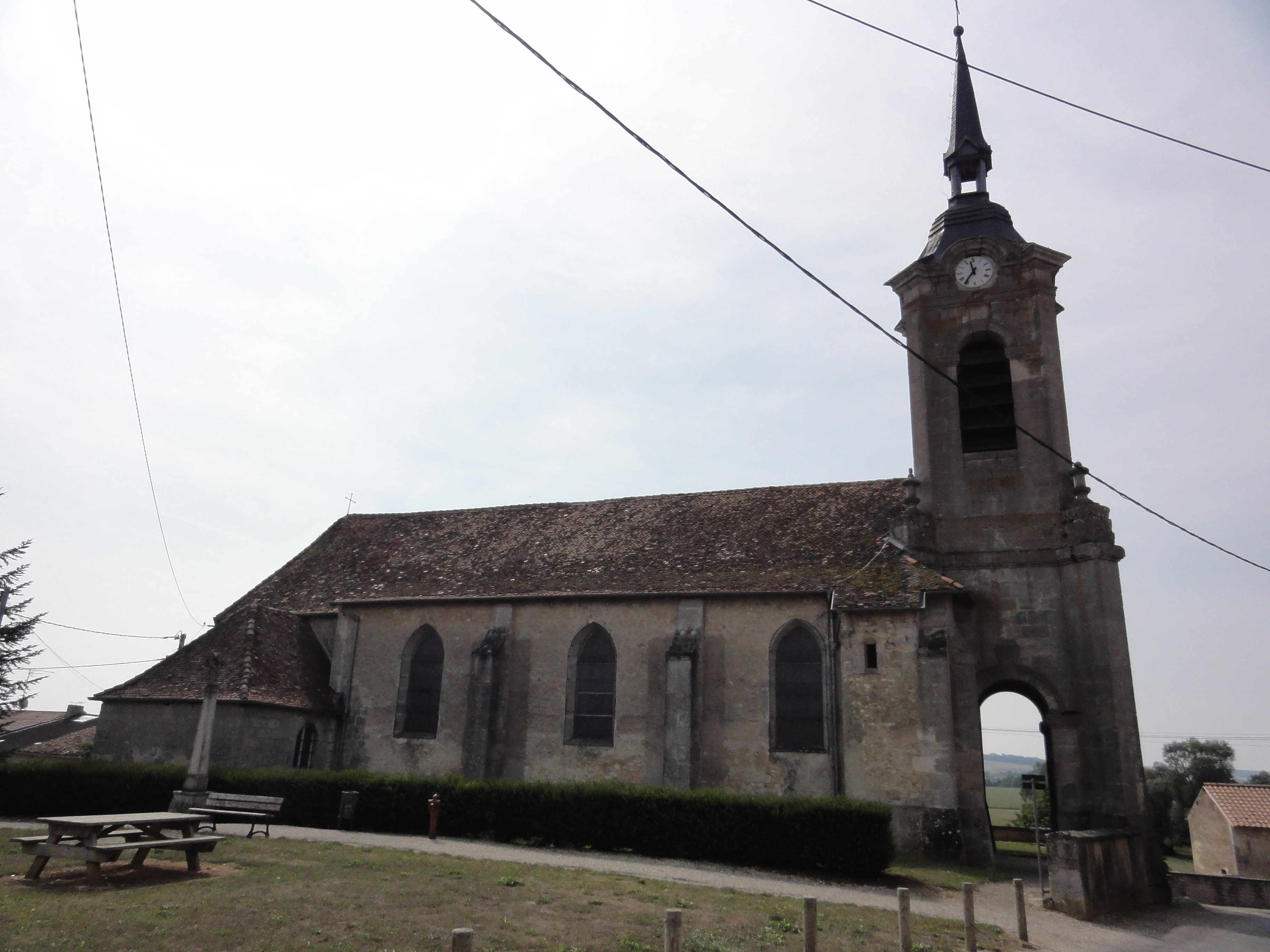
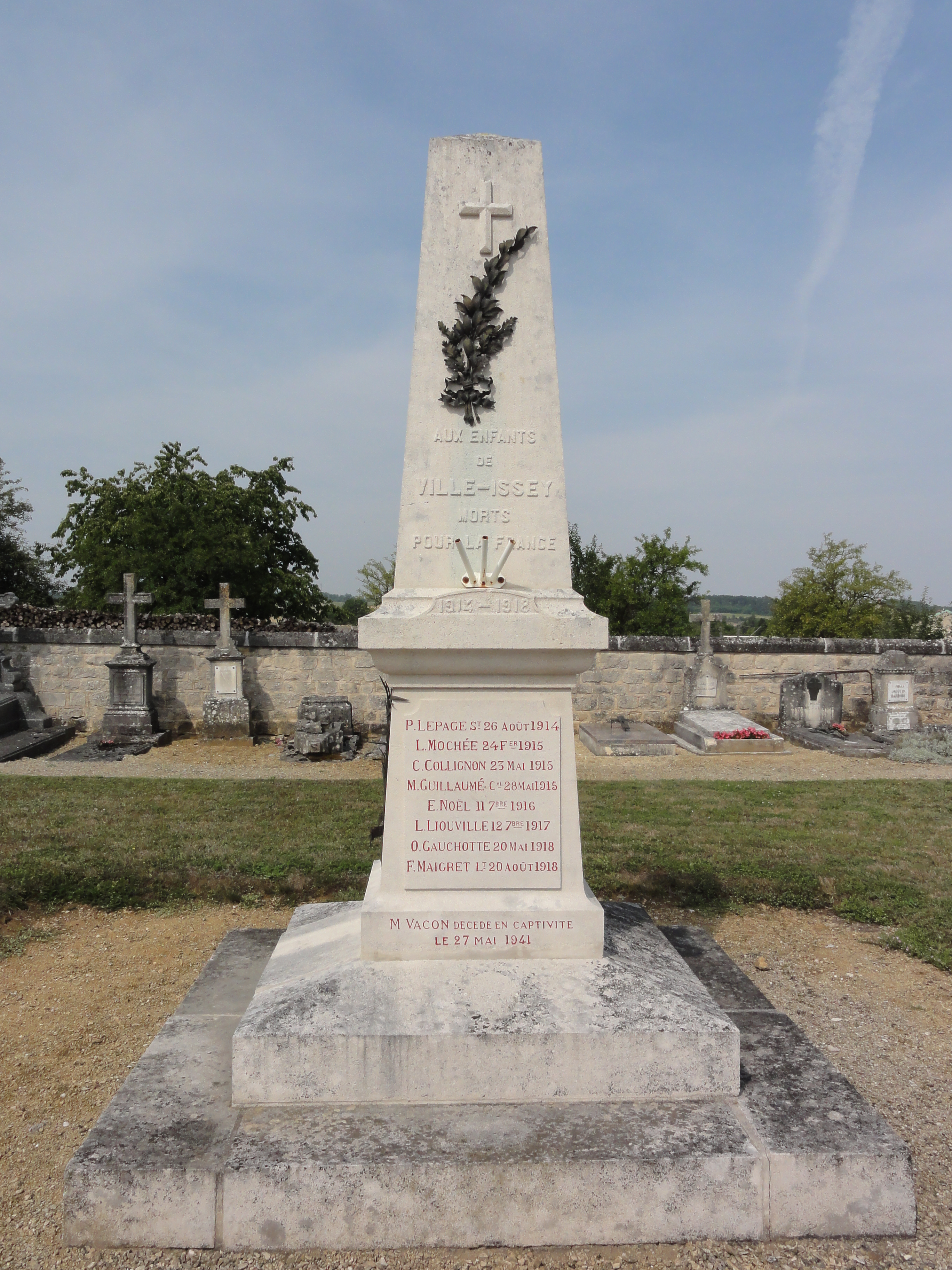
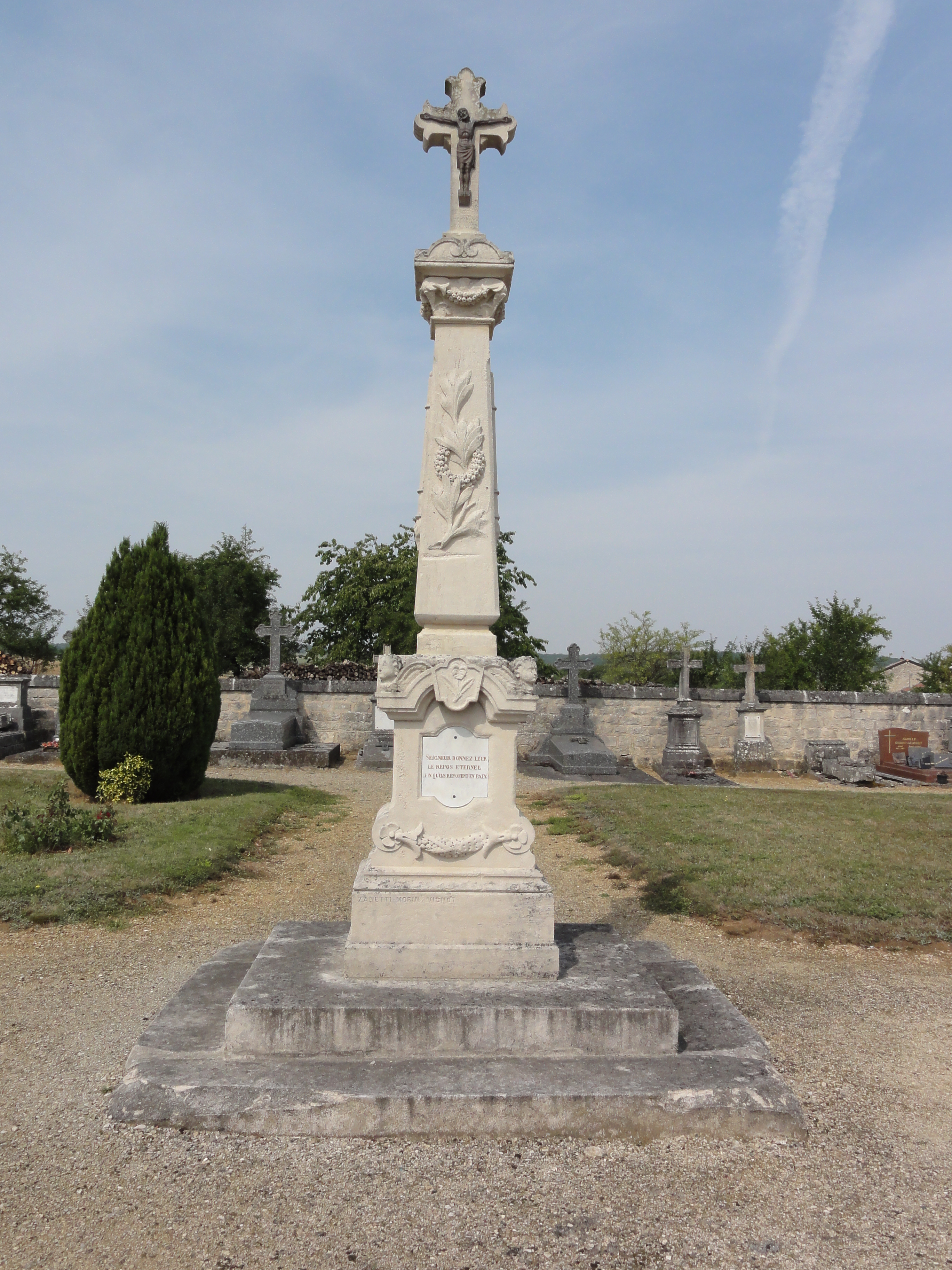

- Église Saint-Pierre